# Samtgemeinde Grafschaft Hoya
La comunità amministrativa di Grafschaft Hoya (Samtgemeinde Grafschaft Hoya) si trova nel circondario di Nienburg/Weser nella Bassa Sassonia, in Germania. Nel 2011 ha incorporato la Samtgemeinde Eystrup.

## Suddivisione
Comprende 10 comuni:
1. Bücken (comune mercato)
2. Eystrup
3. Gandesbergen
4. Hämelhausen
5. Hassel (Weser)
6. Hilgermissen
7. Hoya (città)
8. Hoyerhagen
9. Schweringen
10. Warpe

Il capoluogo è Hoya.